# Lynn Powis
Trevor Lynn Powis (Saskatoon, 19 aprile 1949) è un ex hockeista su ghiaccio canadese che nel corso della carriera giocò nella National Hockey League e nella World Hockey Association.

## Carriera
Fratello minore di Geoff, anch'egli giocatore di hockey, Lynn giocò a livello giovanile per tre anni fino al termine della stagione 1969-1970 presso la University of Denver, formazione appartenente alla WCHA.  Un anno prima era stato selezionato al sesto giro dai Montreal Canadiens in occasione dell'NHL Amateur Draft 1969.
Nel primo anno da professionista con l'organizzazione dei Canadiens Powis tornò a giocare a Denver ma con i Denver Spurs nella Western Hockey League, mentre nella stagione 1971-72 vinse la Calder Cup con i Nova Scotia Voyageurs in American Hockey League. Ceduto agli Atlanta Flames l'anno successivo si trasferì nella Central Hockey League vincendo questa volta l'Adams Cup con gli Omaha Knights.
Grazie a una stagione positiva in CHL Powis riuscì a fare il proprio esordio in NHL nella stagione 1973-74 con i Chicago Blackhawks, mentre l'anno successivo dopo l'NHL Expansion Draft giocò per i neonati Kansas City Scouts.  Al termine della stagione 1974-75 passò ai St. Louis Blues ma giocò per diversi mesi in AHL nel farm team dei Providence Reds.
Powis concluse la stagione 1975-76 trasferendosi nella World Hockey Association presso i Calgary Cowboys. Dopo una stagione e mezza nel 1977 firmò con gli Indianapolis Racers, ma a dicembre la franchigia si sciolse e perciò fu costretto a cambiare squadra e ad andare ai Winnipeg Jets; al termine della stagione i Jets conquistarono l'Avco World Trophy.
Al termine della propria carriera Powis decise di trasferirsi in Europa, prima per quattro stagioni nel campionato tedesco con le maglie di Duisburg e Füssen, infine nel campionato 1982-83 nella Serie A italiana con la maglia dell'Alleghe, l'ultima prima del suo ritiro.

## Palmarès

### Club
- Calder Cup: 1

Nova Scotia: 1971-1972
- Adams Cup: 1

Omaha: 1972-1973
- Avco World Trophy: 1

Winnipeg: 1977-1978